# 彩虹小馬：友情就是魔法 (漫畫)
《彩虹小馬：友情就是魔法》（英語：My Little Pony: Friendship Is Magic），是孩之寶同名動畫《彩虹小馬：友情就是魔法》的周邊漫畫，由IDW公司出版，第一冊於2012年11月28日發行。目前每個月定期連載的為主線系列（Main series）和噩夢騎士系列（Nightmare Knights series）。
孩之寶旗下的《彩虹小馬》從80年代開始已經有幾部動畫和電影，以促進和銷售相關玩具，來到現在已經有四代設計.。

## 角色
※注意：本條目僅為簡短描述各角色，而IDW公司也在漫畫中加入過不少原創角色，詳情請見上方的主條目。
- 紫悅，神駒族，原先是獨角獸，本作的主角，認真冷靜，熱愛書籍，致力於帶領「主角六馬」（Mane 6）在小馬國宣傳友誼與和諧，代表和諧元素「魔法」。
- 苹果嘉儿（Applejack），陸馬，農夫，代表和諧元素「誠實」。
- 云宝，飛馬，性格陽剛，勇敢自信，代表和諧元素「忠誠」。
- 碧琪，陸馬，樂觀天真，無厘頭，代表和諧元素「歡笑」。
- 柔柔，飛馬，溫柔閑靜，熱愛動物，代表和諧元素「親切」。
- 珍奇，獨角獸，熱愛時裝，代表和諧元素「慷慨」。
- 穗龍，幼龍，本作唯一男主角，紫悅的頭號助手。

## 系列與簡介
漫畫與原作動畫享有同樣的世界觀，故事劇情也都是發生在小馬國，這片以小馬為主要種族（包括獨角獸和飛馬），同時還有其他眾多有知覺和非知覺的生物棲息的大地。
系列名稱均為暫譯。

### 主線：友情就是魔法（2012年11月～）
《友情就是魔法》（Friendship Is Magic）是本漫畫的主線系列。2012年11月開始連載，最初時間點是設定在第二季皇家婚禮、首次與蟲繭女王大戰之後。目前進度到第88卷，持續連載中。
本系列的時間軸與原作動畫系列並行，如果原作日後出現了新元素、新事件或新角色，漫畫也會在之後補上相關設定，例如最初的四卷漫畫就是在描述第二季末的主要反派-幻形族與蟲繭女王捲土重來的故事；又如第13卷時紫悅已經是以神駒族的型態登場，正好對應第三季末紫悅變成公主的事件，也反應了官方在2013年對原作系列做出的改變。
2019年10月，原作動畫系列播出至第九季後正式完結，IDW公司同時也宣布將要在2020年連載新系列《第十季》，接棒繼續譜寫原作第九季之後的劇情。
受到美國的新冠肺炎疫情影響，配合IDW公司的政策，2020年4月～7月主線系列全面停刊和延期，同年8月復刊。

### 支線系列

#### 小品故事系列（2013年2月～12月）
《小品故事系列》（英語：Micro-series）有共10卷，2013年2月～12月期間連載，已完結，連載位置由《永遠好朋友》系列替補。
本系列漫畫每卷皆由單篇故事組成，劇情都聚焦在一名主角身上。IDW原先規劃漫畫只出六卷，每卷各自對應主角六馬，不過由於本系列深受歡迎，而讓IDW的編輯Bobby Curnow決定擴增系列長度，並將故事焦點改放在原作動畫裡的重要配角。

#### 永遠好朋友（2014年1月～2017年4月）
《永遠好朋友》（英語：Friends Forever）系列有共38卷，2014年1月～2017年4月期間連載，已完結，連載位置由《魔法傳奇》系列替補。
本系列漫畫是由原作的兩名角色來擔當故事的主角，除了主角六馬和穗龍外，也包括了馬迷喜愛的配角與背景角色。IDW的編輯Bobby Curnow形容本系列的故事概念類似於搭檔電影，不僅可以深化對其他角色的描寫，也可以讓馬迷喜愛的角色有機會成為故事的主角。

#### 魔法傳奇（2017年4月～2018年3月）
《魔法傳奇》（英語：Legends of Magic）系列有共12卷，2017年4月～2018年3月期間連載，已完結，連載位置由《小馬村謎案》系列替補。
本系列將會深入探討原作中甚少提過的小馬國秘史，例如星璇白鬍智者這個角色的一切。

#### 小馬村谜案（2018年5月～2018年9月）
《小馬村谜案》（英語：Ponyville Mysteries）系列有共5卷，2018年5月～2018年9月期間連載，已完結，連載位置由《噩夢騎士》系列替補。
本系列為短篇故事，每一篇中可愛軍團會解決一樁小馬村發生的神祕事件。

#### 噩夢騎士（2018年10月～2019年3月）
《噩夢騎士》系列有共5卷，2018年10月～2019年3月期間連載，已完結，連載位置由《森林之魂》系列替補。

#### 森林之魂（2019年5月～2019年8月）
《森林之魂》（英語：Spirit of the Forest）系列有共3卷，2019年5月～2019年8月期間連載，已完結，連載位置由《友誼盛會》系列替補。

#### 友誼盛會（2019年8月～2019年11月）
《友誼盛會》（英語：Feats of Friendship）系列有共3卷，2019年8月～2019年11月期間連載，已完結，連載位置由彩虹小馬和變形金剛聯動漫畫系列替補。

### 特別篇

#### 年度特刊（Annual Edition）
目前有三卷，分別為2013年度系列、2014年度系列以及2017年度系列，不定期連載

## 外部連結
- 漫畫於IDW官方網站上的介紹 （页面存档备份，存于） （英文）